# Oppsal Håndball
L'Oppsal Håndball è una squadra di pallamano maschile norvegese con sede a Oslo. Fa capo alla polisportiva Oppsal Idrettsforening.

## Palmarès
- Campionato norvegese: 6
1970-71, 1971-72, 1972-73, 1978-79, 1979-80, 1982-83.